# City Airport Mannheim
City Airport Mannheim, også benævnt Mannheim City Airport eller Flugplatz Mannheim-Neuostheim (IATA: MHG, ICAO: EDFM), er en regional lufthavn ved byen Mannheim i delstaten Baden-Württemberg, Tyskland.

## Placering
Lufthavnen ligger 3,5 km øst for byens centrum i distriktet Neuostheim. Den er omgivet af motorveje på begge sider, og mange høje bygninger tæt på gør den til en udfordrende lufthavn for piloter og flyvekontrollen. På grund af sin nærhed til byens centrum har der været hyppige diskussioner om at flytte lufthavnen til den amerikanske Coleman Army Airfield, som ligger i den nordlige bydel Sandhofen. Men disse planer er blevet afvist, efter at en ny terminalbygning blev opført på det nuværende sted.

## Historie
Luftfarten i Mannheim begyndte med luftskibskonstruktøren Schütte-Lanz i 1909. Hans første luftskib, kaldet SL 1, gik i luften fra Mannheim-Rheinau i 1911. Med den voksende betydning af luftskibe til militære formål blev en ny flyveplads med hangarer og kaserne åbnet i det nordlige Mannheim, hvor Schönau-distriktet er beliggende i dag. Ved slutningen af 1. Verdenskrig var der blevet bygget 22 luftskibe i Mannheim. I 1922 blev alle bygninger revet ned som en følge af Versaillestraktaten.
Den første kommercielle lufthavn i Mannheim blev indviet den 16. maj 1925 som Flughafen Mannheim-Heidelberg-Ludwigshafen i det nordlige distrikt Sandhofen. Med dens åbning blev Mannheim et vigtigt knudepunkt for flyvningen i Tyskland imellem nord og syd. I slutningen af 1920'erne og begyndelsen af 1930'erne drev Deutsche Aero Lloyd gods- og passagerflyvning fra Hamborg til Zürich med stop i Mannheim. Balair fra Schweiz fløj mellem Genève og Amsterdam via Basel, Mannheim, Frankfurt og Essen.
I 1926 blev flyvepladsen flyttet til sin nuværende placering. Samme år blev Lufthansa grundlagt i Berlin. En Lufthansa flyveplan fra 1930'erne viser rutefly fra Mannheim til Frankfurt via Darmstadt ligesom destinationer som Stuttgart, Saarbrücken og Konstanz var en del af rutenettet fra Mannheim. I 1939 startede Lufthansa op med nonstop flyvninger til hovedstaden Berlin med forskellige Junkers fly.
Under 2. Verdenskrig blev lufthavnen alvorligt beskadiget. Efter krigen var lufthavnen besat af den amerikanske hær. Terminalbygningen og hangarer blev delvis nedrevet og renoveret. Flyvepladsen blev genåbnet for offentligheden i 1958. Den voksende størrelse på efterkrigstidens fly gjorde, at stedet ikke længere kunne betjenes af alle de store flyselskaber, og den blev hovedsagelig anvendt til privatflyvning på grund af den korte landingsbane. Denne blev i 1973 forlænget til 1000 meter og belagt med asfalt.
I 1986 oprettede Deutsche Rettungsflugwacht en base for redningshelikoptere. Arcus-Air Logistic startede også op med passagerflyvninger på en rute imellem Mannheim og Oberpfaffenhofen nær München med et Dornier Do 228 fly. I 1991 startede firmaet også ruter til Leipzig og Dresden. I 1997 startede Cosmos Air (tidl. Arcus-Air Logistic) ruter til London City Airport og Berlin-Tempelhof. Ruten til London blev lukket året efter. Indtil da havde man benyttet en terminal lavet af containere, og i 1988 indviede man en helt ny hovedterminal. I 1991 udvidede man landingsbanen endnu engang, så den nu var 1186 meter lang.
Cosmos Air blev i 1999 overtaget af Cirrus Airlines og med det startede en ny æra for lufthavnen. Cirrus blev Team Lufthansa partner i 2000 og fløj alle sine ruter på vegne af Lufthansa. Selskabet startede mange nye ruter op, og antallet af passagerer gik kraftigt i vejret. Fra 78.000 i 1988 havde man i 2006 næsten 200.000 passagerer, der gik igennem terminalen. I 2007 rev man de gamle hangarer ned og byggede en helt ny.
Det største fly, der er landet i Mannheim, er et Transall C-160 fra Luftwaffe. Den sidste flyvning fra den nu lukkede Flughafen Berlin-Tempelhof gik med Cirrus Airlines den 30. oktober 2008 til Mannheim.

## Selskaber
Det er kun Cirrus Airlines, der har ruter fra Mannheim. I sommeren 2009 havde det ruter til Hamborg og Berlin-Tegel.